# Eustomias polyaster
Eustomias polyaster es una especie de pez de la familia Stomiidae en el orden de los Stomiiformes.

## Morfología
• Los machos pueden llegar alcanzar los 14,2 cm de longitud total.

## Hábitat
Es un pez de mar
y de aguas  tropicales.

## Distribución geográfica
Se encuentra en el Golfo de México y el Mar Caribe.